# InTouch Health
InTouch Technologies, Inc.，又做InTouch Health，是美國的一家醫療器械製造商，2002年由王友倫創立於美國的聖塔芭芭拉。該公司以遠距醫療解決方案著名，提供了美國地區超過80家醫院遠距醫療服務。。應用於遠程中風醫療、遠程加護病房、急救部門、，過渡性照顧以及外科手術協作等等。

## 產品與服務
- 遠距親臨醫療器材
- CI interface
- 臨床應用服務
- 醫院雲端連網服務
- 顧問諮詢服務